# Himertosoma
Himertosoma är ett släkte av steklar. Himertosoma ingår i familjen brokparasitsteklar.

## Dottertaxa tillHimertosoma, i alfabetisk ordning[1]
- Himertosoma aberrans
- Himertosoma aciculatum
- Himertosoma acuticauda
- Himertosoma alaotrum
- Himertosoma ambaniandrum
- Himertosoma ankovum
- Himertosoma annulatum
- Himertosoma antsirabicum
- Himertosoma basilewskyi
- Himertosoma bebourense
- Himertosoma betrokanum
- Himertosoma betsileum
- Himertosoma betsimisarum
- Himertosoma brincki
- Himertosoma coloratum
- Himertosoma compressicauda
- Himertosoma decoratum
- Himertosoma densepunctatum
- Himertosoma flavoorbitale
- Himertosoma forticauda
- Himertosoma humerale
- Himertosoma imerinum
- Himertosoma infantile
- Himertosoma interruptum
- Himertosoma juvenile
- Himertosoma kivuense
- Himertosoma longicaudatum
- Himertosoma madecassum
- Himertosoma magnificum
- Himertosoma mandrakanum
- Himertosoma marlieri
- Himertosoma pauliani
- Himertosoma philippense
- Himertosoma pictum
- Himertosoma pulchrum
- Himertosoma recalcitrans
- Himertosoma retuliger
- Himertosoma rogezianum
- Himertosoma rufinum
- Himertosoma rufipes
- Himertosoma rufum
- Himertosoma rutshuruense
- Himertosoma schoutedeni
- Himertosoma senile
- Himertosoma seyrigi
- Himertosoma splendidum
- Himertosoma stramineum
- Himertosoma striatum
- Himertosoma sulcatum
- Himertosoma superbum
- Himertosoma tanosum
- Himertosoma townesi
- Himertosoma tsiavika
- Himertosoma uchidai
- Himertosoma vakinankaratrum
- Himertosoma variegatum
- Himertosoma vatondranganum
- Himertosoma zairense